# Morgause
Morgause, Morgawse o Morgase (anche Anna o Anna-Morgause) è nelle leggende arturiane una sorellastra di re Artù, moglie di re Lot delle Isole Orcadi e madre di alcuni cavalieri della Tavola Rotonda. Nella maggior parte delle versioni è una maga come sua sorella Morgana.

## Nomi e discendenza
Un personaggio a lei corrispondente nella Historia Regum Britanniae, del cronista del XII secolo Geoffrey di Monmouth, è chiamato Anna. Nel poema Parzival di Wolfram von Eschenbach si chiama Sangive. Il nome Morgause appare per la prima volta nella Prima Continuazione (un tempo attribuita a Wauchier de Denain) del poema incompiuto Perceval di Chrétien de Troyes (XII sec.), nel quale si dice che fosse stata madre dei cavalieri Galvano, Agravain, Gaheris, Gareth e Mordred, nonché di due figlie: Clarissant e Soredamor. Alcuni suggeriscono che in realtà il nome Morgause sia una forma corrotta di Orcades (il nome latino delle isole dove era situato il regno di suo marito) oppure di Morgan (la fata Morgana, altro famoso personaggio della leggenda arturiana, col quale Morgause viene peraltro spesso confusa).

## Mitologia
La versione più completa (nonché la più famosa, che costituisce spunto anche per le opere odierne) della storia di Morgause è contenuta in Le Morte d'Arthur, il poema del tardo XV secolo di Thomas Malory su re Artù e i cavalieri della Tavola Rotonda. In esso Morgause è una delle tre figlie di Gorlois, duca di Cornovaglia, e di sua moglie Igraine, le sue sorelle si chiamano Morgana ed Elaine. Il re di Britannia Uther Pendragon però si invaghisce di Igraine, con la quale genera un figlio illegittimo (Artù), e successivamente, dopo aver sconfitto e ucciso Gorlois, la sposa. Su consiglio del mago Merlino, che prevede che sarà proprio il figlio illegittimo di Uther a diventare il prossimo re di Britannia, Uther allontana dalla corte le tre figlie di Igraine, facendole sposare con dei suoi vassalli, e a Morgause tocca il re Lot di Lothian e Orkney. Ella gli partorisce quattro figli, che in seguito diventeranno cavalieri della Tavola Rotonda: il forte e leale Galvano, l'arrogante Gaheris, l'umile Gareth e l'infido Agravain. Da una relazione fedifraga e incestuosa con il giovane re Artù di Britannia (ignaro del fatto che Morgause sia figlia della sua stessa madre) nasce un quinto figlio: Mordred, destinato a rovinare il glorioso regno di suo padre. Morgause comunque convince il marito che anche Mordred sia figlio suo. Re Lot in seguito aderisce a una ribellione contro re Artù, ma viene sconfitto e ucciso in battaglia da re Pellinore, ragione per cui scoppierà una sanguinosa faida fra le famiglie di Pellinore e quella di Lot. Ciononostante, la vedova Morgause incomincia una relazione clandestina con ser Lamorak, figlio di Pellinore. Colta in flagrante da suo figlio Gaheris, viene da questi uccisa nel sonno. Successivamente anche Lamorak viene ucciso in un combattimento contro i figli di Lot, colpito alle spalle da ser Mordred, dopo che Galvano e Gaheris avevano già in precedenza ucciso re Pellinore. Per l'uccisione della propria madre però Gaheris verrà bandito dalla Tavola Rotonda.